# Diourao
Diourao är en ort i Burkina Faso.   Den ligger i regionen Sud-Ouest, i den sydvästra delen av landet, 260 km sydväst om huvudstaden Ouagadougou. Diourao ligger 275 meter över havet och antalet invånare är 494.
Terrängen runt Diourao är platt. Runt Diourao är det ganska glesbefolkat, med 39 invånare per kvadratkilometer.. Närmaste större samhälle är Mouviélo, 8,2 km norr om Diourao.
Omgivningarna runt Diourao är en mosaik av jordbruksmark och naturlig växtlighet.